# 차쿤
차쿤(1986년 3월 24일 ~ )은 대한민국의 가수 겸 작곡가다.